# David Bennett
David Bennett, född 1964 i Maryland, död 8 mars 2022 i Baltimore, Maryland, var en amerikansk patient som var den förste i världen att genomgå en xenotransplantation med ett genmodifierat hjärta. Han avled drygt två månader efter ingreppet.

## Transplantationen
Den 7 januari 2022 fick den 57 år gamle Bennett ett nytt hjärta av en genmodifierad Gris. Transplantationen utfördes av ett team som leddes av hjärtkirurgen Bartley P. Griffith, vid University of Maryland Medical Center i Baltimore i Maryland, USA.
David Bennett var inte kvalificerad för en normal hjärttransplantation eller en hjärtpump, på grund av hans hälsotillstånd med hjärtsvikt och oregelbunden hjärtrytm. Bennett beviljades ett så kallat nödtillstånd för att få operationen enligt kriterierna för compassionate use, i ett sista försök att behandla hans terminala hjärtsjukdom.
Den genetiska modifieringen av den utvalda grisen utfördes av företaget Revivicor. Tre gener som utlöser attacker från det mänskliga immunsystemet slogs ut, och sex mänskliga gener lades till för att hjälpa kroppen att acceptera organet. En tionde modifiering var utformad för att förhindra att hjärtat reagerar på tillväxthormoner, så att grishjärtat förblir i mänsklig storlek efter transplantationen.
Den absolut första transplantationen av ett grishjärta till en människa utfördes 1997 av den indiske kirurgen Dhaniram Baruah. Patienten, den 32-årige Purna Saikia, avled efter en vecka.